# Chorebus eucodonis
Chorebus eucodonis är en stekelart som beskrevs av Griffiths 1984. Chorebus eucodonis ingår i släktet Chorebus och familjen bracksteklar. Inga underarter finns listade i Catalogue of Life.